# Il corsaro

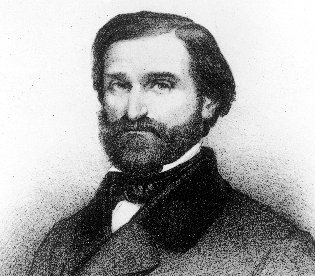
Verdi 1850

Il corsaro (Korsaren) är en opera (melodramma tragico) i tre akter med musik av Giuseppe Verdi och libretto av Francesco Maria Piave efter lord Byrons versberättelse The Corsair (1814). 

## Historia
Första gången Verdi övervägde att skriva en opera på Byrons dikt var då Francesco Luccas musikförlag ombad honom att skriva en opera. Han själv valde ämnet men han tycks snabbt ha tappat intresset medan han arbetade på Macbeth och I masnadieri. Lucca envisades och Verdi skrev Il corsaro vintern 1847-48 men visade så föga intresse för projektet att han inte ens var med på premiären 25 oktober 1848 på Teatro Grande i Trieste. Den blev heller ingen succé, och frånsett några föreställningar i ett par andra italienska städer försvann den helt från repertoaren och anses allmänt vara Verdis svagaste opera.
Handlingen i Il corsaro uppvisar en anmärkningsvärd likhet med ämnet för I masnadieri. Corrado blir i likhet med Carlo laglös till följd av den orätt han utsätts för. De båda operorna har också det gemensamt, att de litterära förlagorna härrör från författare som hyllade romantikens ideal. För övrigt var det från början inte I masnadieri som var avsedd för England, utan Il corsaro (vilket var anledningen till att förlagan var ett verk av Byron). Men Verdi fann I masnadieri vara intressantare och blev därför tidigare färdig med den.

## Personer
- Corrado, korsarernas anförare (tenor)
- Medora, hans trolovade (mezzosopran)
- Seid, pascha av Coron (baryton)
- Gulnara, hans favorithustru (sopran)
- Selimo, agha (tenor)
- Giovanni, korsar (bas)
- Anselmo, korsar (stum roll)
- Eunucken, en mor (tenor)
- En slav (tenor)
- Korsarer, vakter, turkar, slavar, odalisker, Medoras tjänarinnor (kör)

## Handling
Tid och plats: En ö i Egeiska havet och staden Koroni på Peloponnesos, i början av 1800-talet.
Akt I
Korsarerna njuter av sitt otyglade liv, men deras anförare Corrado känner sig fastkedjad vid ett mörkt öde, eftersom han förvägras att återvända till ett lycklige och ärbart liv. Med nationellt patos leder han sitt folk till sjörövardåd. Corrado planerar ett angrepp på pascha Seid i Koroni, fastan han har blivit varnad för denne, och hans älskade, Medora, försöker övertala honom att stanna hemma.
Akt II
Seid hör talas om det förestående anfallet och håller en bankett för att fira den väntade segern. Bland de närvarande befinner sig hans älsklingshustru Gulnara, som längtar efter frihet. Under måltiden för en slav in en dervisch som säger sig ha rymt från piraterna. Medan Seid förhör honom har piraterna satt eld på paschans flotta, och dervischen visar sig vara Corrado i förklädnad. Medan hans män stormar in och anfaller Seids folk räddar Corrado Gulnara, men då branden riskerar att sprida sig till haremet räddar Corrado alla haremskvinnor av medlidande. Under tiden segrar Seid och Corrado tas till fånga och döms till döden.
Akt III
Seid vill pröva Gulnaras känslor för Corrado och blir svartsjuk då hon ber för hans liv. Gulnara lyckas muta en av fångvakterna så att hon kommer in i fängelset, där hon erbjuder Corrado att befria honom om han i gengäld dödar paschan. Han vägrar, och då dödar hon själv den förhatlige Seid men återvänder och befriar Corrado, som hon har förälskat sig i.
Då Corrado och Gulnara kommer tillbaka till piraternas ö har Medora tagit gift eftersom hon trodde att Corrado var död. Innan Medora dör anförtror Gulnara henne att även hon älskar Corrado, men hennes kärlek är hopplös, ty då Medora dör i hans armar kastar han sig i sin förtvivlan i havet och drunknar.